# Химн на Естония
Mu isamaa, mu õnn ja rõõm (Мое отечество, мое щастие и радост) е националният химн на Република Естония от 1920 година. По времето, когато Естония е част от СССР химнът е забранен. Възприет е отново като национален химн след като страната получава независимост. Автор на химна е Йохан Валдемар Яннсен, а композитор на песента е Фридрих Пациус.

## Mu isamaa, mu õnn ja rõõm
Mu isamaa, mu õnn ja rõõm,

kui kaunis oled sa!

Ei leia mina iial teal

see suure, laia ilma peal,

mis mul nii armas oleks ka,

kui sa, mu isamaa!

Sa oled mind ju sünnitand

ja üles kasvatand;

sind tänan mina alati

ja jään sull' truuiks surmani,

mul kõige armsam oled sa,

mu kallis isamaa!

Su üle Jumal valvaku

mu armas isamaa!

Ta olgu sinu kaitseja

ja võtku rohkest õnnista,

mis iial ette võtad sa,

mu kallis isamaa!

## На български
Мое отечество, щастие и радост,

колко си прекрасно!

Не ще видя подобно на теб

в целия свят.

Ще милея за теб,

отечество мое.

Ти си ми дало живота

и в теб израснах.

Вечно ще ти бъда благодарно

и вярно до края на живота ми.

Ти всякога милееш за мен,

скъпо мое отечество!

Господ да те съхрани,

скъпо мое отечество.

Да бъде Той твой закрилник

и да те благослови,

за всичко, което вършиш,

скъпо мое отечество!